# AREPOS
AREPOS（アレポス）は、清水一登とれいちから成る音楽ユニット。1989年結成。
ユニット名の由来は、アントン・ヴェーベルンが十二音技法を説明する際に用いたラテン語の回文SATOR AREPO TENET OPERA ROTASから。

## メンバー
- 清水一登 （作曲/編曲/キーボード/マリンバ/クラリネット 等）
- れいち（作詞/編曲/ボーカル/コーラス/ドラムス/パーカッション）

## アルバム参加ミュージシャン
- 渡辺等（ベース、マンドリン、ウクレレ 等）
- 浦山秀彦（ギター）

## ディスコグラフィー
- AREPOS - 1989年
- ここだけの話 - 1995年
- あおいフラスコ - 1999年
- other Colours - 2005年
- ヘンなダンス - 2015年
- AREPOS （再発売） - 2016年 [1]